# Mallama
Mallama es un municipio colombiano ubicado en el departamento de Nariño. Se sitúa a 121 kilómetros de San Juan de Pasto, la capital del departamento. Su cabecera municipal recibe el nombre de Piedrancha, la que fuera fundada en 1646.

## Historia
En la época precolombina la región era poblada por los indígenas Pastos. Hacia 1550 fue fundado el poblado de Mallama, en la hoy vereda del mismo nombre, situada a 8 kilómetros de la actual cabecera municipal. En 1646, Crisanto Orbes y el presbítero Miguel Estupiñán fundaron Piedrancha, en al margen derecho del río Guabo, punto estratégico para la comunicación de la cordillera con la costa pacífica. La carretera Pasto-El Diviso, fue construida desde 1924 y comenzó a operar en 1933, con lo cual aumentó la importancia comercial de Piedrancha.

## División Político-Administrativa
Además de su Cabecera municipal: Piedrancha. 
Mallama tiene bajo su jurisdicción los siguientes Centros poblados:
- Chucunes
- El Arco
- El Arenal
- El Carmelo
- San Miguel

## Economía
La ganadería es una importante actividad en el municipio. Mallama cuenta con una actividad pecuaria orientada fundamentalmente al ganado bovino, tanto de carne como de leche. La elaboración de productos lácteos en la parte alta del municipio ha tenido gran auge en los últimos años. El principal producto agrícola es la caña de azúcar para la producción de panela. También se practica la minería de oro en pequeña escala.